# Northern Star Award
Der Northern Star Award (bis 2022 Lou Marsh Trophy, frz. Trophée Lou Marsh) ist eine Trophäe, die jährlich an den besten Sportler Kanadas vergeben wird. Sie war bis 2022 nach Lou Marsh benannt, einem prominenten Schiedsrichter und Sportjournalisten der Zeitung Toronto Star. Die Trophäe wurde erstmals 1936, Marshs Todesjahr, vergeben. Sie besteht aus schwarzem Marmor und trägt die Inschrift With Pick and Shovel („mit Pickel und Schaufel“). In den Jahren 1942 bis 1944 gab es keine Auszeichnungen, 1978, 1983 und 2020 ging die Trophäe an zwei Sportler. Erfolgreichster Sportler ist der Eishockeyspieler Wayne Gretzky, der die Trophäe viermal erhielt.
Die Jury besteht aus elf Personen, darunter Vertreter der Zeitungen Toronto Star, The Globe and Mail, La Presse und National Post, der Fernsehsender CBC, The Sports Network und Sportsnet sowie der Radiostation Fan590. Diese enge Beschränkung auf wenige Medien ruft bisweilen Kritik hervor. Die von der Nachrichtenagentur The Canadian Press vergebenen Trophäen Lionel Conacher Award (für Männer) und Bobbie Rosenfeld Award (für Frauen) gelten als bedeutender, da deren Jurys breiter abgestützt sind.
Am 16. November 2022 wurde bekannt gegeben, dass der Preis von Lou Marsh Award in Northern Star Award umbenannt wird, „nachdem Bedenken hinsichtlich der rassistischen Sprache geäußert wurden, die der 1936 verstorbene Marsh während seiner Jahre als Sportjournalist verwendete.“

## Sieger
| Jahr                     | Name                              | Sportart                 |
| ------------------------ | --------------------------------- | ------------------------ |
| 1936                     | Phil Edwards                      | Leichtathletik           |
| 1937                     | Marshall Cleland                  | Springreiten             |
| 1938                     | Henry Pearce                      | Rudern                   |
| 1939                     | Robert Pirie                      | Schwimmen                |
| 1940                     | Gérard Côté                       | Leichtathletik           |
| 1941                     | Theo Dubois                       | Rudern                   |
| 1942–1944 nicht vergeben |                                   |                          |
| 1945                     | Barbara Ann Scott                 | Eiskunstlauf             |
| 1946                     | Joe Krol                          | Canadian Football        |
| 1947                     | Barbara Ann Scott                 | Eiskunstlauf             |
| 1948                     | Barbara Ann Scott                 | Eiskunstlauf             |
| 1949                     | Cliff Lumsdon                     | Schwimmen                |
| 1950                     | Bob McFarlane                     | Canadian Football        |
| 1951                     | Marlene Streit                    | Golf                     |
| 1952                     | George Genereux                   | Schießen                 |
| 1953                     | Doug Hepburn                      | Gewichtheben             |
| 1954                     | Marilyn Bell                      | Schwimmen                |
| 1955                     | Beth Whittall                     | Schwimmen                |
| 1956                     | Marlene Streit                    | Golf                     |
| 1957                     | Maurice Richard                   | Eishockey                |
| 1958                     | Lucille Wheeler                   | Ski Alpin                |
| 1959                     | Barbara Wagner / Robert Paul      | Eiskunstlauf             |
| 1960                     | Anne Heggtveit                    | Ski Alpin                |
| 1961                     | Bruce Kidd                        | Leichtathletik           |
| 1962                     | Donald Jackson                    | Eiskunstlauf             |
| 1963                     | Bill Crothers                     | Leichtathletik           |
| 1964                     | Roger Jackson / George Hungerford | Rudern                   |
| 1965                     | Petra Burka                       | Eiskunstlauf             |
| 1966                     | Elaine Tanner                     | Schwimmen                |
| 1967                     | Nancy Greene                      | Ski Alpin                |
| 1968                     | Nancy Greene                      | Ski Alpin                |
| 1969                     | Russ Jackson                      | Canadian Football        |
| 1970                     | Bobby Orr                         | Eishockey                |
| 1971                     | Hervé Filion                      | Pferderennen             |
| 1972                     | Phil Esposito                     | Eishockey                |
| 1973                     | Sandy Hawley                      | Pferderennen             |
| 1974                     | Ferguson Jenkins                  | Baseball                 |
| 1975                     | Bobby Clarke                      | Eishockey                |
| 1976                     | Sandy Hawley                      | Pferderennen             |
| 1977                     | Guy Lafleur                       | Eishockey                |
| 1978                     | Graham Smith                      | Schwimmen                |
| 1978                     | Ken Read                          | Ski Alpin                |
| 1979                     | Sandra Post                       | Golf                     |
| 1980                     | Terry Fox                         | Leichtathletik           |
| 1981                     | Susan Nattrass                    | Schießen                 |
| 1982                     | Wayne Gretzky                     | Eishockey                |
| 1983                     | Rick Hansen                       | Rollstuhl-Leichtathletik |
| 1983                     | Wayne Gretzky                     | Eishockey                |
| 1984                     | Gaétan Boucher                    | Eisschnelllauf           |
| 1985                     | Wayne Gretzky                     | Eishockey                |
| 1986                     | Ben Johnson                       | Leichtathletik           |
| 1987                     | Ben Johnson                       | Leichtathletik           |
| 1988                     | Carolyn Waldo                     | Synchronschwimmen        |
| 1989                     | Wayne Gretzky                     | Eishockey                |
| 1990                     | Kurt Browning                     | Eiskunstlauf             |
| 1991                     | Silken Laumann                    | Rudern                   |
| 1992                     | Mark Tewksbury                    | Schwimmen                |
| 1993                     | Mario Lemieux                     | Eishockey                |
| 1994                     | Myriam Bédard                     | Biathlon                 |
| 1995                     | Jacques Villeneuve                | Automobilsport           |
| 1996                     | Donovan Bailey                    | Leichtathletik           |
| 1997                     | Jacques Villeneuve                | Automobilsport           |
| 1998                     | Larry Walker                      | Baseball                 |
| 1999                     | Caroline Brunet                   | Kanusport                |
| 2000                     | Daniel Igali                      | Ringen                   |
| 2001                     | Jamie Salé / David Pelletier      | Eiskunstlauf             |
| 2002                     | Catriona LeMay Doan               | Eisschnelllauf           |
| 2003                     | Mike Weir                         | Golf                     |
| 2004                     | Adam van Koeverden                | Kanusport                |
| 2005                     | Steve Nash                        | Basketball               |
| 2006                     | Cindy Klassen                     | Eisschnelllauf           |
| 2007                     | Sidney Crosby                     | Eishockey                |
| 2008                     | Chantal Petitclerc                | Rollstuhl-Leichtathletik |
| 2009                     | Sidney Crosby                     | Eishockey                |
| 2010                     | Joey Votto                        | Baseball                 |
| 2011                     | Patrick Chan                      | Eiskunstlauf             |
| 2012                     | Christine Sinclair                | Fußball                  |
| 2013                     | Jon Cornish                       | Canadian Football        |
| 2014                     | Kaillie Humphries                 | Bobfahren                |
| 2015                     | Carey Price                       | Eishockey                |
| 2016                     | Penny Oleksiak                    | Schwimmen                |
| 2017                     | Joey Votto                        | Baseball                 |
| 2018                     | Mikaël Kingsbury                  | Freestyle-Skiing         |
| 2019                     | Bianca Andreescu                  | Tennis                   |
| 2020                     | Alphonso Davies                   | Fußball                  |
| 2020                     | Laurent Duvernay-Tardif           | American Football        |
| 2021                     | Damian Warner                     | Leichtathletik           |
| 2022                     | Marie-Philip Poulin               | Eishockey                |
| 2023                     | Shai Gilgeous-Alexander           | Basketball               |